# Jacob Franquart
Jacob Franquart (Antwerpen vagy Brüsszel, 1577 vagy 1583 – Brüsszel, 1651) flamand festő, udvari építész és kitűnő rézmetsző. A neve előfordul Francquart, Franckaert, Francquaert, Jacques Franquart, Francuart alakban is. 
Híres műve a Habsburg Albert (1559-1621) a spanyol-németalföld kormányzójának 1621-es halotti menetét megörökítő rézmetszet. A művet Brüsszelben adták ki, de az antwerpeni rézmetszés virágkorárának egyik nagyszerű megnyilvánulását láthatjuk benne. A szöveg nagy részét Erycius Puteanus (Venlo, 1574 – Leuven 1646), belga író és történész írta, mely korábban már megjelent a Phoenix Principum … (Louvain, 1622) című műben is.
Ez egy színjelölési táblázatot is tartalmaz, mely Zangrius után a legkorábbi vonalkázási rendszer volt a heraldikában. Egyes nézetek szerint Marcus Vulson de la Colombière a maga színjelölési rendszeréhez az ösztönzést Francquarttól vehette. 

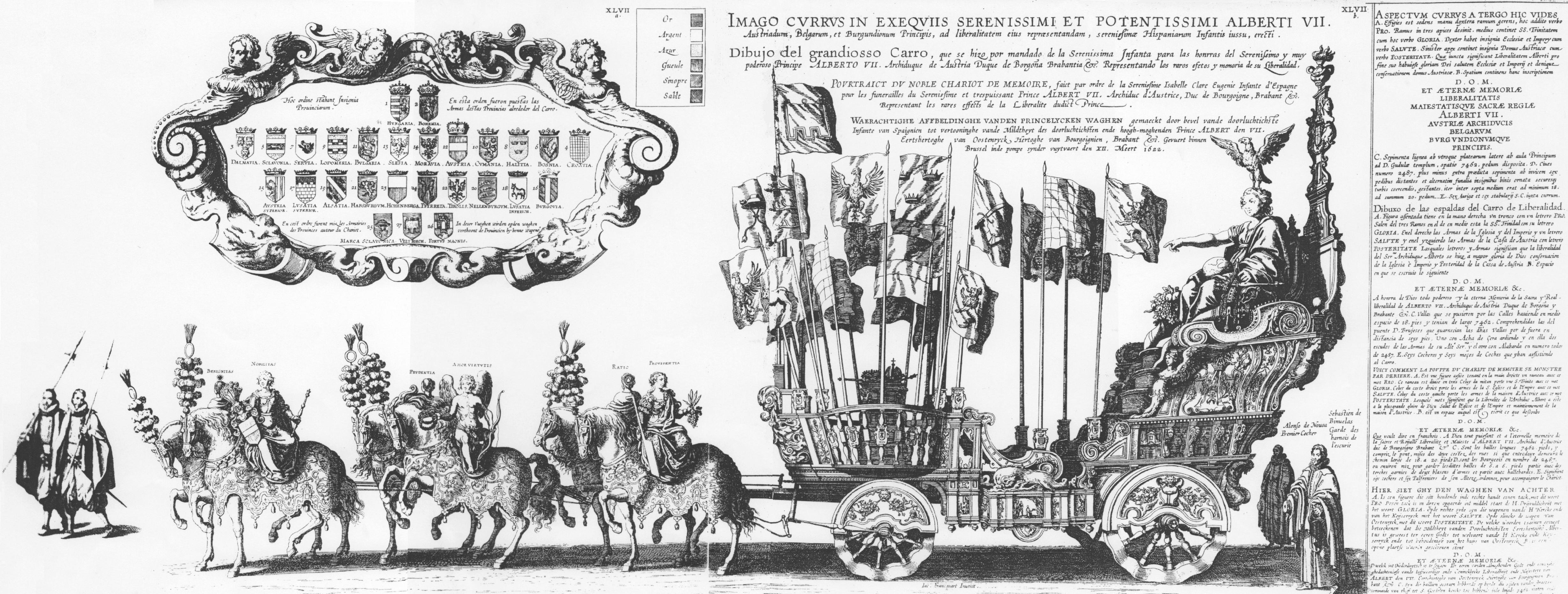
Habsburg Albert 1621-es temetési menete. Jacob Franquart metszete (1623)

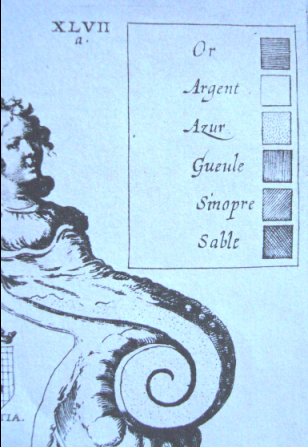
Franquart színjelölési táblázata a fenti metszetről

Az említett színjelölési rendszer a Pompa funebris Alberti Pii Austriaci című művében található, a 47. rézmetszethez mellékelt kis táblázaton. Nagyszerű rézmetszetei 64 táblán mutatják be be Habsburg Albert 1621-es halotti menetét, melyen csaknem 700 fő látható, akik tartományuk címeres zászlójával vonulnak fel. A halotti menet metszete csaknem egy méter hosszú. A metszet címerein láthatók Magyarország, valamint melléktartományai, mint Lodoméria, Szerbia stb. vonalkázott címerei is.